# Cylindrobulla
Cylindrobulla is een geslacht van weekdieren uit de klasse van de Gastropoda (slakken).

## Soorten
- Cylindrobulla beauii P. Fischer, 1857
- Cylindrobulla gigas P. M. Mikkelsen, 1998
- Cylindrobulla phuketi Jensen, 1990
- Cylindrobulla schuppi Laetz, Christa, Händeler & Wägele, 2014
- Cylindrobulla xishaensis Lin, 1978